# طوبی کاراتاش
طوبی کاراتاش (انگلیسی: Tuğba Karataş؛ زادهٔ ۱۷ مارس ۱۹۹۲) بازیکن فوتبال اهل ترکیه است.
وی همچنین در تیم‌های ملی فوتبال زیر ۱۷ و زیر ۱۹ سال زنان ترکیه بازی کرده‌است.